# This Hero Stuff
Pour plus de détails, voir Fiche technique et Distribution.
This Hero Stuff est un western muet américain réalisé par Henry King, sorti en 1919.

## Synopsis
Le capitaine November Jones, qui a gagné de nombreuses médailles, arrive dans sa ville natale de Goldcity (Nevada), avec une fausse barbe pour éviter un accueil du type « héros de la guerre », mais, quand il rattrape un enfant qui allait être écrasé par un train, sa barbe tombe et il se trouve obligé de recevoir les félicitations de la ville. Pendant ce temps, Samuel Barnes, un agent de change peu scrupuleux, et Teddy Craig, une aventurière, essayent de prendre le contrôle du Bluebird Lode, qui appartient au new-yorkais Jackson J. Joseph, qui arrive dans l'Ouest pour y retrouver sa fille Nedra. Après que Jones a sauvé Teddy d'un cheval parti au galop, elle lui demande de l'aider à combattre Joseph qui, dit-elle, essaye de lui prendre sa mine mais, comme Jones est fatigué d'être un héros, il refuse. Le fait que Teddy l'accuse de couardise ne l'embête pas jusqu'à ce qu'il tombe amoureux de Nedra, qui l'évite car elle croit à la rumeur lancée par Teddy. Après une bagarre dans un bar, Jones sauve Joseph qui avait été enlevé. Nedra apprend la vérité et, d'accord avec le fait qu'un homme ne devrait pas être un héros pour sa propre femme, elle se marie avec lui.

## Fiche technique
- Titre original : This Hero Stuff
- Réalisation : Henry King
- Scénario : Stephen Fox
- Société de production : William Russell Productions, American Film Company
- Société de distribution : Pathé Exchange
- Pays d'origine :  États-Unis
- Langue : anglais
- Format : Noir et blanc - 35 mm - 1,37:1 - Muet
- Genre : Western, comédie
- Durée : 50 minutes (5 bobines)
- Date de sortie :
  - États-Unis : 10 août 1919

## Distribution
- William Russell : Capitaine November Jones
- Winifred Westover : Nedra Joseph
- J. Barney Sherry : Jackson J. Joseph
- Charles K. French : Samuel Barnes
- Mary Thurman : Teddy Craig
- Harvey Clark : Jonathan Pillsbury
- J. Farrell MacDonald : « Softnose » Smith